# De Smet (South Dakota)
De Smet ist eine Kleinstadt (mit dem Status „City“) im Kingsbury County im US-amerikanischen Bundesstaat South Dakota. Im Jahr 2020 hatte De Smet 1056 Einwohner.

## Geschichte
De Smet ist eine 1880 von europäischen Siedlern gegründete Stadt in South Dakota. Sie wurde nach dem flämischen Missionar Pierre-Jean De Smet benannt.

## Einwohner
Die Volkszählung 2020 ergab eine Einwohnerzahl von 1056 Personen. Die Bevölkerungsdichte betrug 352 Einwohner pro Quadratkilometer. Im Jahr 2010 lebten in den 487 Haushalten  statistisch je 2,24 Personen.
Ethnisch betrachtet setzte sich die Bevölkerung im Jahr 2010 zusammen aus 98,8 Prozent Weißen, 0,1 Prozent Afroamerikanern, 0,6 Prozent amerikanischen Ureinwohnern, 0,1 Prozent Asiaten; 0,5 Prozent stammten von zwei oder mehr Ethnien ab. Unabhängig von der ethnischen Zugehörigkeit waren 0,7 Prozent der Bevölkerung spanischer oder lateinamerikanischer Abstammung.
Das Durchschnittsalter lag bei 49,6 Jahren.

## Persönlichkeiten
De Smet ist vor allem durch Laura Ingalls Wilder bekannt, eine erfolgreiche Autorin (Unsere kleine Farm). Sie unterrichtete an der ersten Schule in De Smet und war beim Bau der Stadt in den 1880er Jahren dabei. 1886 wurde hier ihre Tochter Rose Wilder Lane geboren, die ebenfalls Schriftstellerin wurde. Die Mathematikerin und Hochschullehrerin Margaret Evelyn Mauch (1897–1987) wurde ebenfalls in De Smet geboren.

## Sehenswürdigkeiten
- The Kingsbury County Court House von 1898.